# Piaski (hromada Brody)
Piaski (ukr. Піски) – wieś na Ukrainie w rejonie złoczowskim należącym do obwodu lwowskiego.
Do 2020 w rejonie brodzkim. 